# Fujiko Fujio
Fujiko Fujio (藤子不二雄, Fujiko Fujio) fou el malnom artístic d'una parella de mangakes japonesos. Els seus noms reals són Hiroshi Fujimoto (藤本 弘, Fujimoto Hiroshi, 1933-1996) i Motoo Abiko (安孫子 素雄, Abiko Motoo, 1934-2022). La parella es va dissoldre en 1987.
Guanyaren diversos premis col·laboratius o individuals, són ben coneguts per crear la sèrie de llarga duració Doraemon, el personatge principal ha sigut reconegut oficialment com una icona cultural del Japó.